# Borowa (Petite-Pologne)
Pour les articles homonymes, voir Borowa.
Borowa (prononciation : [bɔˈrɔva]) est une localité polonaise de la gmina de Zakliczyn, située dans le powiat de Tarnów en voïvodie de Petite-Pologne.